# Джулія Муллок
Джулія (Юлія) Муллок (Лі) (18 березня 1928, м. Філадельфія, Пенсільванія — 26 листопада 2017, Гонолулу, Гаваї, США) — остання принцеса Кореї, дочка українських емігрантів.

## Життєпис

### Ранні роки
Джулія народилася у Пенсільванії, США, у багатодітній родині українських емігрантів. 
У 1958 році вона працювала в архітектурній компанії Нью-Йорка, що належала американському архітектору китайського походження, Бей Юйміну, і розробляла скляну піраміду для Лувра. З 1959 року до компанії приєднався Лі Ґу, кореєць, голова королівської родини Лі. Згодом Джулія захотіла переїхати в Іспанію, і подала оголошення про продаж квартири. Принц побачив повідомлення, відвідав квартиру, і переконав Джулію залишитися. Пара почала зустрічатись. Батьки були здивованні вибором доньки - інший менталітет, соціальне становище і навіть вік - Юлі на той час було 35 років, а йому - 27. Лі Ґу запропонував дівчині одружитися українською мовою. Батьки Джулії і сама дівчина були вражені вчинком.

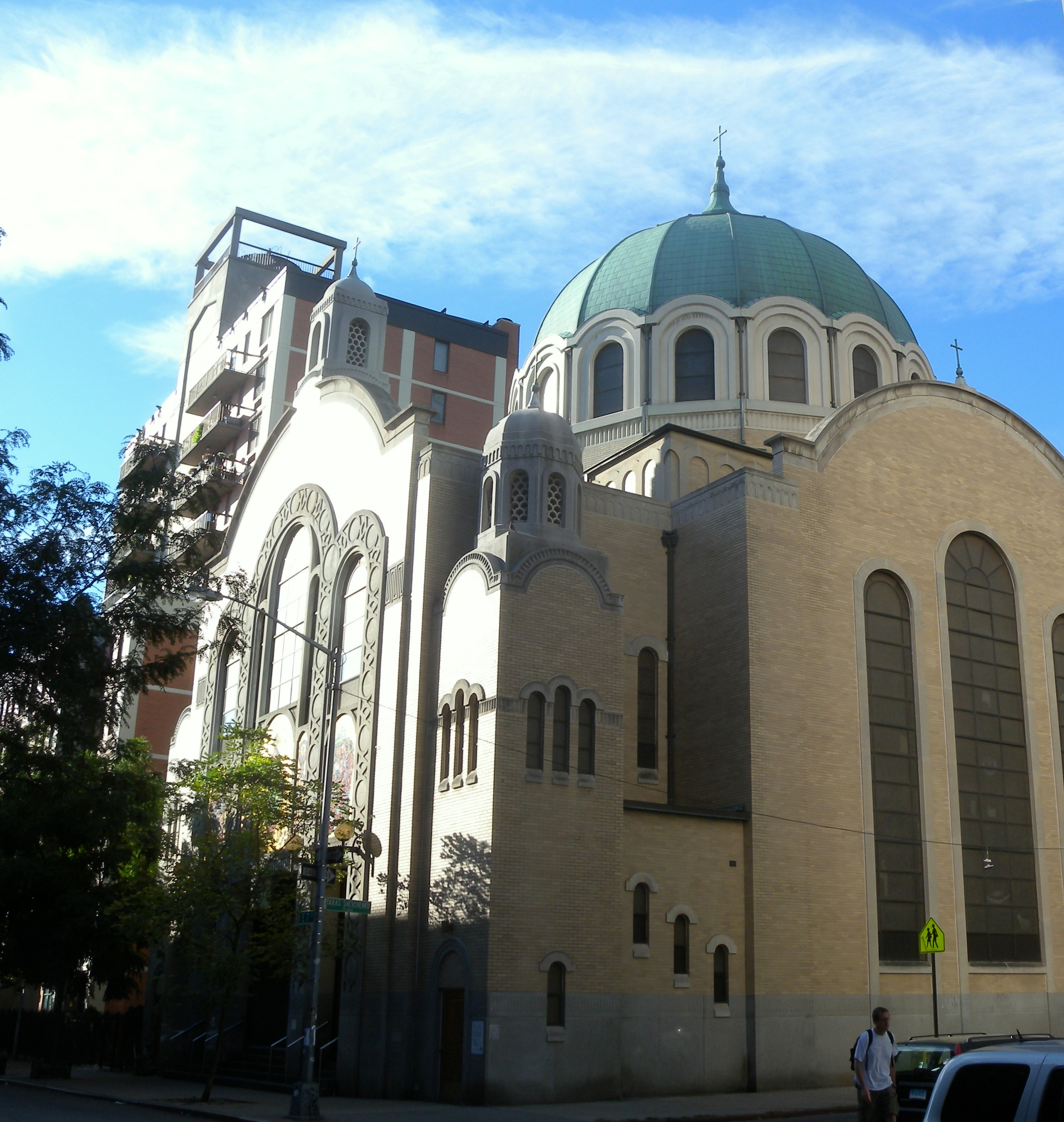
Церква святого Юра (Мангеттен) в якій обвінчалась пара

### Одруження з принцом Лі Ґу
1958 року Джулія зустрілася з батьками принца Ґу, принцом Лі Ином (Yi Un) та принцесою Банджа. У травні того ж року закохані обвінчалися в Українській Католицькій Церкві Св. Юра в Нью-Йорку.
У Корею подружжя переїхало 1963 року, коли влада у країні змінилася. Лі Ґу був наслідним принцом, але їхня династія вже не мала жодного політичного впливу. Країна стала президентською республікою, маєтки монаршої сім'ї націоналізували, дозвіл приїхати на батьківщину отримали тільки тоді, коли було зрозуміло, що влади королівська династія вже не поверне. Подружжя заселилося в один із Сеульських палаців — у зал Наксон Палацу Чандок.
Життя у якості королівської особи видалося нелегким, враховуючи, що Джулія була іншої національності. Подружжя не могло мати дітей, тому Джулія не почувалася абсолютно щасливою. Родина навіть вдочерила дівчинку (Євгенія Ун-Сук Лі), проте вона не могла стати спадкоємицею принца, оскільки Джулія та Ґу одружилися не за корейським звичаєм, тому приналежність як Джулії, так і її прийомної доньки до Корейської королівської родини є насправді спірною.  Але це не влаштовувало батьків Лі Ґу. Щоразу йому нагадували, що така жінка не може бути дружиною принца, і зрештою, під тиском королівської сім'ї, пара розлучилася.
20 років проіснував мезальянс. Після розлучення принц переїхав до Японії, а остання принцеса Кореї продовжувала жити в Сеулі. У документальному фільмі MBC «Останній лист Джулії» вона зізнається, що була простою українською дівчиною, яка ніколи б не повірила, що одного дня опиниться у королівському палаці.

### Благодійна діяльність
Будучи частиною Корейської королівської родини, Джулія присвятила свій час благодійній діяльності, від якої отримувала велике задоволення. Вона відкрила свою майстерню дизайнерського одягу у межах палацу. До праці у майстерні Джулія залучала людей з інвалідністю, що були залучені до фонду соціального забезпечення матері принца Ґу, Лі Банджа. Джулія також опікувалася корейськими сиротами. Цей час жінка називала найкращим у своєму житті. Працівники майстерні, що навчалися під керівництвом жінки, називали її "Keun Umma" або "велика мати", і навіть після розлучення з Лі Ґу Джулія довго підтримувала стосунки зі своїми підлеглими, продовжуючи свої проекти соціального забезпечення і керувала бутиком під назвою «Julia Shop».

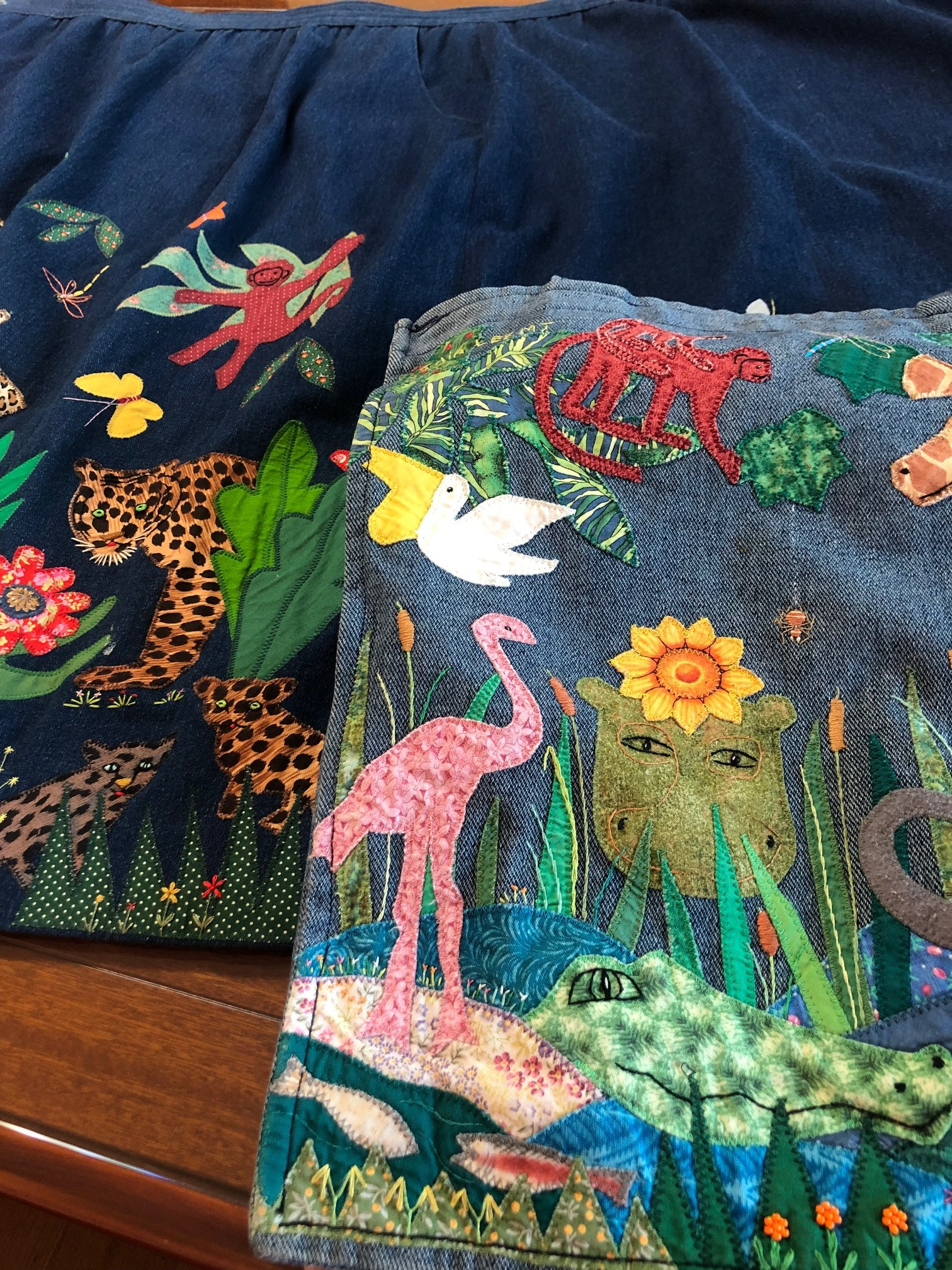
одяг бренду «Julia Lee»

### Смерть і поховання
З 1995 року Джулія проживала на Гаваях. У 2005 році востаннє відвідує Корею аби віддати шану колишньому чоловікові (помер 15.07.2005 в Токіо, похований в Сеулі) та передати сімейні реліквії до музею. Померла 26 листопада 2017 року. За словами Лі Намджу, колишнього професора Сеульського жіночого університету Соншін і її близького друга, Джулія Муллок була сама в останні хвилини життя: "Муллок померла такою самотньою на лікарняному ліжку. Вона була настільки хвора і слабка, що не могла користуватися своїм мобільним телефоном перед смертю." Її прах було розвіяно над Тихим океаном.